# 박동윤
박동윤(朴東潤, Park Dong Yoon, 1957년 11월20일~)은 한지를 소재로 한국의 자연과 한국인의 정신세계가 담긴 조형언어를 펼치는 대한민국의 화가이다.  

(위 왼쪽부터)부모님과 초등학생 박동윤 그리고 이모들과 함께 한 공주 마곡사(麻谷寺) 1966. 홍익대 상징조형물 ‘영원의 미소’가 보이는 봄날의 교정 2학년 때 1977. (아래왼쪽부터)서울논현동작업실에서 1995. 대한민국미술대전수상작(판화부문우수상)앞에서 아내 심연숙과 함께 1989. 사진제공=박동윤.

## 생애
박동윤은 1957년 11월20일 충청남도 공주시 반죽동 17번지에서 아버지 박대선 (朴大善,1914~1994) 어머니 이수남(李守男,1919~1983) 사이에 5남3녀 중 5남으로 출생했다. 어린 시절 유서 깊은 고장 공주에서 유복하게 성장했다. 공주교대부속초등학교, 공주사대부속중·고등학교를 졸업했다. 1976년 홍익대학교 미술대학 서양화과에 입학, 재학 중 박서보(朴栖甫,1931~), 하종현(河鐘賢,1935~), 최명영(崔明永,1941~), 서승원(徐承元,1942~)교수에게 지도 받았다.
1986년 한국현대미술의 선봉역할을 했던 ‘오리진회화협회(Origin Painting Association)’에 가입하여 왕성한 활동을 했고 오리진회화협회장(2007~2009)을 역임하였다. 교육자로서 공주교육대학교(1990~2023)에 봉직하면서 후학양성에 매진했다. 박동윤은 1989년 반려자 심연숙(沈娟淑,1966~)과 결혼했고 슬하에 1녀를 두었다. 

## 한국전통이미지와 동판화(1986~2001)
박동윤 작가의 동판화는 해, 달, 활과 과녁, 격자창, 백자와 분청사기, 목판본 글씨, 어머니의 정화수, 목단꽃 등 한반도 자연의 아름다움과 소박미가 내재된 한국전통이미지들로 표현된다. 이 시기 이미 ‘Affectionate things(애정 어린 사물들)’명제로 정감을 불러일으켰는데 질서정연한 구성과 섬세한 묘사력의 독자성을 드러냈다. 
“박동윤은 오랫동안 ‘한국성’이란 무엇인가에 대해 진지하게 탐구해온 작가다. 그의 판화작업은 성실함과 작업에 대한 끈기 그리고 열정을 담아낸 것들이었다.” “당초문의 찻잔, 잔잔한 달빛에 비쳐진 창살, 그리고 정화수에 담긴 노란 달빛 등의 이미지들은 그의 작업에 높은 장식성을 가져다주는 구실을 하는 동시에 풍성한 볼거리를 제공해주고 있다.” 
“박동윤 작품에서 ‘표적을 향해 날지 않는 화살’ 혹은 ‘표적과 평행하여 나는 화살’, 이것은 소피스트의 화살처럼 영원히 표적에 이르지 못하는 이미지를 연상시키면서, 동시에 이 사물들이 단순히 전통적 소재에 대한 천착이 아니라 과거, 현재, 미래의 시공간의 연장선상에 있음을 드러낸다.”

(위 왼쪽부터)Affectionate Things 2002A Korean Paper & Oil Painting on Canvas, 60×100㎝, 2002. Affectionate Things 2002M Korean Paper & Oil Painting on Canvas, 60×100㎝, 2002. Affectionate Things 2002 C-P Ething Aquatint on B.F.K Arches, 50×70㎝, 2002. (아래)Affectionate Things 200401 Korean Paper & Oil Painting on Canvas, 100×60㎝, 2004. 사진=이만홍.

## 겹침·사라짐 사각평면의 입체화(2002~2006)
서양화가 박동윤은 2000년대 초반 유화와 한지를 믹스하면서 수직과 수평으로 완성되는 기하추상의 화면을 만들어 냈고 한지콜라주작업을 선보였다. 평면이 입체화된 반부조회화의 형식으로 한지의 질감과 색채가 어우러져 독특한 화면을 이룬다. 
“박동윤 작가가 판화에서 대상을 사실적으로 묘사하는 것에 중점을 두었다면, 최근 유화에서는 그 대상들을 작가의 감정 속에 용해되어 다른 추상적 형태로  사진전환시킨다는 것이 특징이다. 이를테면, 비정형의 선과 형태들, 자유스러운 선에 이끌린 듯 단아한 구성들은 그의 판화세계에서 볼 수 없었던 형식주의적인 미술에 한 면모를 강하게 드러낸다.”
“2002년 회화개인전 이후 한지만의 다양한 크기의 격자와 사각을 이용하여 겹쳐짐과 사라짐을 표현하려 했다. 반듯하게 그어놓은 직선과 직선은 건조과정에서 수축하면서 미묘한 변신을 하게 되며 가장자리는 원래의 형태를 깨고 자연적이고 우연적으로 자리 잡게 된다. 투박스럽고 조금 거칠어도 따스한 정을 느끼고자하는 오늘을 사는 한국인의 시선으로 본인의 작품을 바라봐 줬으면 한다.” 
“박동윤 회화는 무엇보다 ‘대교약졸’(大巧若拙), 즉 ‘큰 솜씨는 마치 서툰 것처럼 보인다.’는 심오한 미적인 원리에 따른다. 그것은 비어 있으면서도 그 쓰임이 무궁무진한 도의 현묘(玄妙)한 작용과 관련된다.”

(위 왼쪽부터)Affectionate Things 200616-P Korean Paper Casting, 60×60㎝, 2006. Affectionate Things 200705 Korean Paper & Oil Painting on Canvas, 162×162㎝, 2007. Affectionate Things 200814 Hanji on Canvas, 227×110㎝, 2008. (아래 왼쪽부터)Affectionate Things 200701-P Korean Paper Casting, 120×90㎝, 2007. Affectionate Things 200705-P Korean Paper Casting, 120×90㎝, 2007. 사진=이만홍.

## 부조(浮彫)추상 촉각공간의 ‘날’(2006~2008)
한지작가 박동윤은 캔버스 위에 한지를 겹쳐 바르고 다시 페인팅 하거나 한지를 캐스팅하여 릴리프(relief)화한 독특한 공간깊이를 드러낸다. 사각형의 질감은 명도와 색채를 달리하여 기억 속에 내재된 한국의 유산과 현재성을 품으며 박동윤 한지추상화의 독자적 조형세계로 나타난다. 2007년 두꺼운 한지를 여러 겹 붙여 평면에 수직으로 세우는 ‘날(blade)’이 등장한다. 그럼으로써 한지가 가지고 있는 발색과 투명성은 평면과는 또 다른 기하학적 추상으로 사물의 본성과 구조의 탐구라는 완전히 새로운 미학을 보여준다.
“근작들은 작가의 개인사와 우리 민족사에 면면히 흐르는 시간의식을 불러온다. 물질과 시간, 그리고 기억이 박동윤의 작품세계를 일구어 내는 중요한 요소가 되고 있다.” “사각의 색채는 기존의 물감을 이용하지 않고 녹차가루와 치자물감, 먹물 등 자연 염료를 이용하여 순수색채로 만들어진다. 이러한 사각의 색채는 물리적 질감보다 내부에 숨겨진 비물질의 정신성, 즉 자아의 확인과 정체성 문제와 연결된다.” 
“여기서 ‘날(blade)’은 사물의 사물 됨을 주장하기 위한 작가의 회화적 발명품이다. 관객의 편으로 날을 세운 날은 거리두기와 추상적 통일작용에서는 하나의 추상적 선이 되고, 가까이 접근하는 사람에겐 사물의 낯선 침범이다.” 

(위 왼쪽부터)Affectionate Things 200907 Hanji on Canvas, 80×80㎝, 2009. Affectionate Things 201011 Hanji on Canvas, 117×72.5㎝, 2010. Affectionate Things 201211 Hanji on Canvas, 227×130㎝, 2012. Affectionate Things 201607 Hanji on Canvas, 91×72.5㎝, 2016. (아래)Affectionate Things 201706/201711, Hanji on Canvas, 296×155.5㎝, 2017. 사진=이만홍.

## 반투명성의 극대화 한지콜라주(2007~2017)
이 시기 박동윤 콜라주부조작품은 한지의 반투명성을 극대화한 입체성을 보여준다. 캔버스 공간에 튀어나오는 두껍게 겹쳐진 한지형상은 바라보는 각도에 따라 형태, 색채, 느낌이 달라지는 변환의 흐름을 느끼게 된다. 
“하늘을 향하는 사찰돌계단의 염원, 한국여인이 바느질로 이어 만든 조각보, 한복저고리의 옷고름 등이 영감의 원천이다. 또 현대한국의 역동적 건축물들과 도시의 빛깔, 스마트폰에서 발산하는 빛도 내 작품의 한 요소인데 이러한 한국전통 형상들을 추상적으로 간결하게 표현하는 것이다.” 
“박동윤 작가는 전통과 현대성, 동양과 서양의 미감을 융합하고자 하는 것이다. 구체적인 사물의 묘사가 사라졌다고는 하나 그 이면에는 우리에게서 점점 사라져 가는 대상들이 잠복해 있다.” “박동윤 미술가는 한국의 전통적인 종이, 한지를 사용하여 얕을 돋음이 생기는 콜라주형태로 구성한다. 그의 작품은 현대적이지만, 한국의 오천년 역사와 문화를 느낄 수 있는 감동을 보여주고 있다.” 

(위 왼쪽부터)Affectionate Things 202210 Hanji & String on Canvas, 180×80㎝, 2022. Affectionate Things 202207 Hanji & String on Canvas, 130×80㎝, 2022. Affectionate Things 202119 Hanji & String on Canvas, 180×80㎝, 2021. 사진=이만홍. (아래)박동윤 교수 ‘정년기념전’ 갤러리 그림손 전시전경, 12월14~20일 2022. 사진=권동철.

## 3차원 서(書) 소리와 빛의 스펙트럼(2018~현재)
색 한지를 수직으로 올려 겹겹으로 세워 위아래로 길게 늘어뜨리는 패턴 등 이 시기 박동윤 화백 작품세계는 3차원추상의 휘황찬란한 장엄한 색채의 무한스펙트럼을 보여준다. 
이와 함께 “바람결에 벼이삭이 한쪽 방향으로 기운 것 같기도 하고, 파도의 물결 혹은 나무의 나이테 같기도 하고, 아니면 모세의 기적처럼 물이 갈라진 것 같은 느낌을 주기도 한다. 그의 작업은 원형, 타원형, 계단형, 선형, 파선형 등 패턴은 각각이지만 한지가 그의 작품에 핵심적인 역할을 맡게 되었음은 두말할 것이 없다.”
“평면의 캔버스에 등간격의 직각으로 세웠다. 한지들은 인장력(引張力)으로 곡직(曲直)으로 서고 누웠다. 멀리서 보면 곡직의 필획(筆劃)들이 무한대로, 한없이 유동(流動)하고 유동(遊動)한다. 박동윤만의 기하추상 언어의 유희(遊戱)로 추사 김정희(秋史 金正喜,1786~1856) ‘퇴촌(退村)’과 다르지 않다. 추사의 필획지간의 굴신(屈伸)의 뜻은 박동윤의 한지 고랑사이의 곡직의 뜻과 오버랩 되면서 글자 없는 서(書)로도 해독된다.”

## 평가
“박동윤 작가의 작품에서 보여주는 핵심적인 메시지는 현재와 과거 사이의 균형을 찾는 것이다. 단순히 현대적이라고만 설명할 수는 없으며 고대의 전통적 형태를 참고로 하고 수용한 작품이다.”
“하나의 ‘날’은 다른 ‘날’들과의 유기적 관계 안에서 나비효과처럼 다른 ‘날’들의 성격에 반영된다. 이렇게 해서 박동윤의 근작은 인공적 자연이라는 역설을 실현한다.” 
“박동윤의 근작은 형상성과 정체성 측면에서 작가 자신은 물론 한국현대추상미술의 진로문제에 있어 중요한 시사점을 던져주고 있다. 삼차원의 서(書)로 해독된다는 점에서 시공을 초월하는 서적(書的) 유전인자가 관통되고 있다고 할 수 있다.”

## 주요연혁
- 1957 충청남도 공주 출생
- 1976 공주사범대학 부속고등학교 졸업
- 1980 홍익대학교 미술대학 서양화과 졸업
- 1980~1982 해병대 병장전역(410기)
- 1985 홍익대학교 대학원 서양화과 졸업
- 1986 제6회 한국현대판화가협회 공모전(미술회관,서울,우수상), 제4회 대한민국미술대전(국립현대미술관,과천), 제5회 공간국제소형판화비엔날레(공간화랑,서울,가작)
- 1989 제7회 대한민국미술대전(국립현대미술관,과천,우수상)
- 2000 Beaver college 대학원 회화전공 수학(필라델피아)
- 2007~2009 오리진 회화협회 회장
- 2012 홍익대학교 대학원 미술학과 회화전공 미술학 박사
- 2013 대한민국미술대전 초대작가
- 1990~2023 공주교육대학교 교수
- 2018~2019 공주교육대학교 교육대학원장
- 2023 홍조근정훈장 수훈.

## 개인전 및 단체전
개인전
- 2024 세종뮤지엄갤러리 서울
- 2022 그림손 갤러리 서울
- 2021 대통골 작은 미술관 공주. 갤러리H 서울
- 2020 온유갤러리 안양. 이미정 갤러리 공주
- 2019 아트스페이스 호서 서울
- 2018 A&A갤러리 서울
- 2017 이미정 갤러리 공주. 그림손 갤러리 서울
- 2016 임립미술관 공주
- 2015 이랜드 스페이스 서울. 에이블 NY 갤러리 뉴욕
- 2014 에이블 NY 갤러리 서울
- 2011 임립미술관 공주, 희수갤러리 서울
- 2009 갤러리 호 서울, 갤러리 아트사이드 서울
- 2007 인사아트센터 서울
- 2003 인사아트센터 서울
- 2002 갤러리 라메르 서울
- 2001 가나아트스페이스 서울
- 2000 La Salle 대학교 유니온 빌딩 필라델피아
- 1999 갤러리 사비나 서울
- 1998 갤러리 상 서울, 백송화랑 서울
- 1997 김내현화랑 서울
- 1995 예맥화랑 서울
- 1992 강남화랑 서울
- 1990 윤 갤러리 서울, 오원 화랑 대전
- 1987 그로리치 화랑 서울.

단체전
- 1976~77 INDEPENDANTS(국립현대미술관,서울)
- 1984 서울국제드로잉 비엔날레(미술회관,서울) 서울현대미술제(미술회관,서울)
- 1986 제29회 오리진회화협회전(미술회관,서울) 제6회 한·일현대회화전(후쿠오카미술관), 제2회 한·중현대회화전(타이페이현대미술관),
- 1988~06 한국현대판화가협회전(헤이리예술인마을, 파주)
- 1990~06 오리진회화협회전(미술회관, 서울)
- 1993 동판화의 새로운 시각전(보다갤러리, 서울)
- 1995~98 서울판화미술제(예술의 전당, 서울)
- 2001 한·중 국제판화교류전(흑룡강성미술관)
- 2002 한국국제현대판화전(성산아트홀, 창원)
- 2004 한지와 정신전(세종갤러리, 서울)
- 2007 한지작가정예전(갤러리 베아르떼, 서울)
- 2010 한국한지현대미술초대전(함섭한지스튜디오, 춘천)
- 2013 단원미술관개관기념전(단원미술관, 안산)
- 2014 한지화가 기획초대전(원주한지테마파크)
- 2021 한·일 미술교류전(후츄시미술관) 등 다수.

## 미술관 소장
국립현대미술관(서울), 서울시립미술관, 홍익대학교 현대미술관(서울), 성곡미술관(서울), 무역센터(서울),충무아트홀(서울), 쉐마미술관(청주), 공주교육대학교 도서관(공주), 정부미술은행( 서울), 박수근미술관(양구), 호서대학교(천안), 서울안과병원(안양).